# Course en ligne de l'Open de Suède Vårgårda 2019
La 14e édition de la course en ligne de l'Open de Suède Vårgårda a eu lieu le 18 août 2019. Il s'agit de la dix-huitième manche de l' UCI World Tour féminin. Elle est remportée par l'Italienne Marta Bastianelli.

## Parcours
Le circuit est remanié par rapport aux années précédentes. Le parcours commence par un grand tour. Un secteur pavé est ajouté à son début. Après ce tour long de 66,7 km, trois petits tours urbains longs de 11 km sont réalisées. Ensuite, durant le trois derniers tours le dernier secteur pavé est ajouté au circuit. Il fait alors 15,2 km de long.

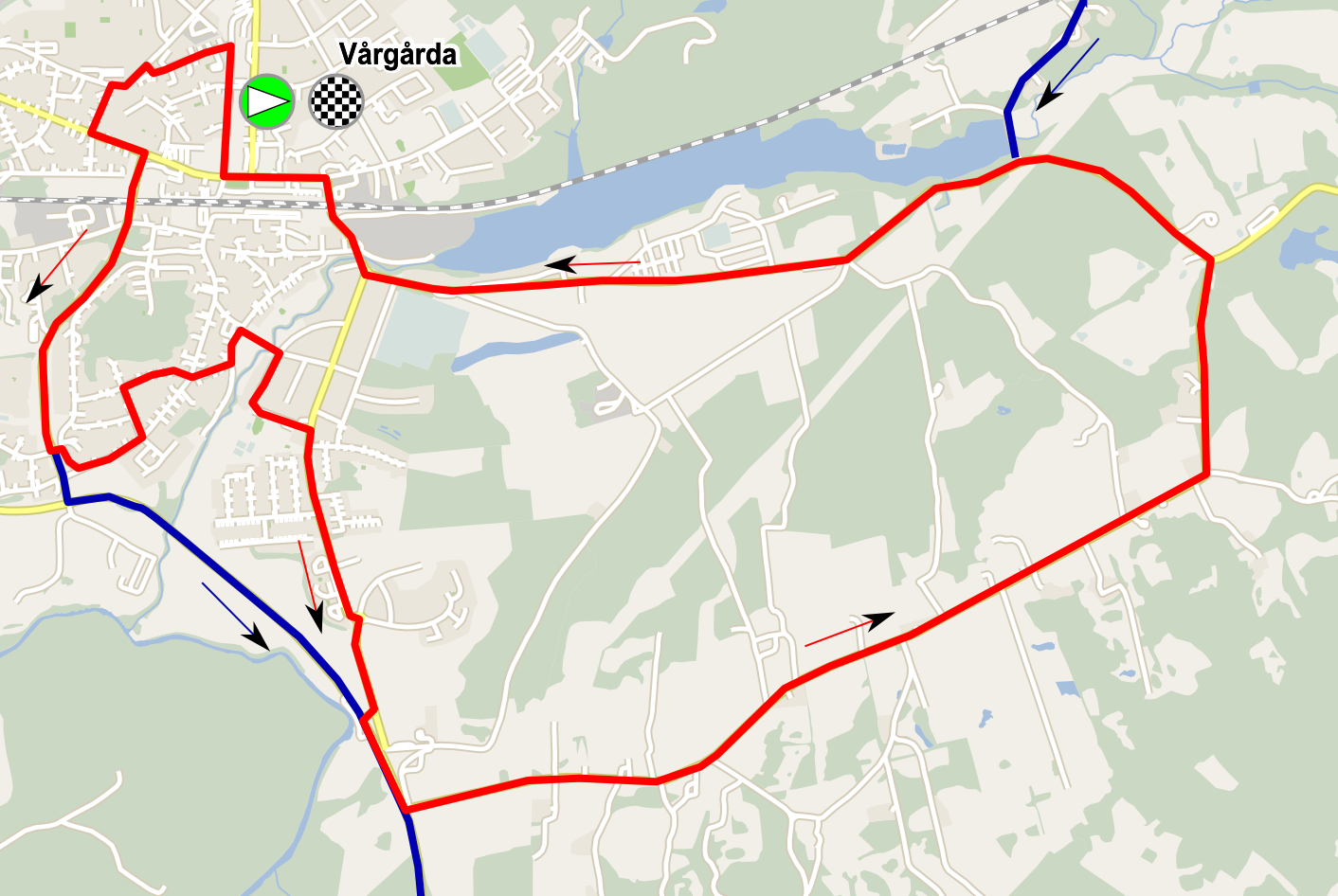
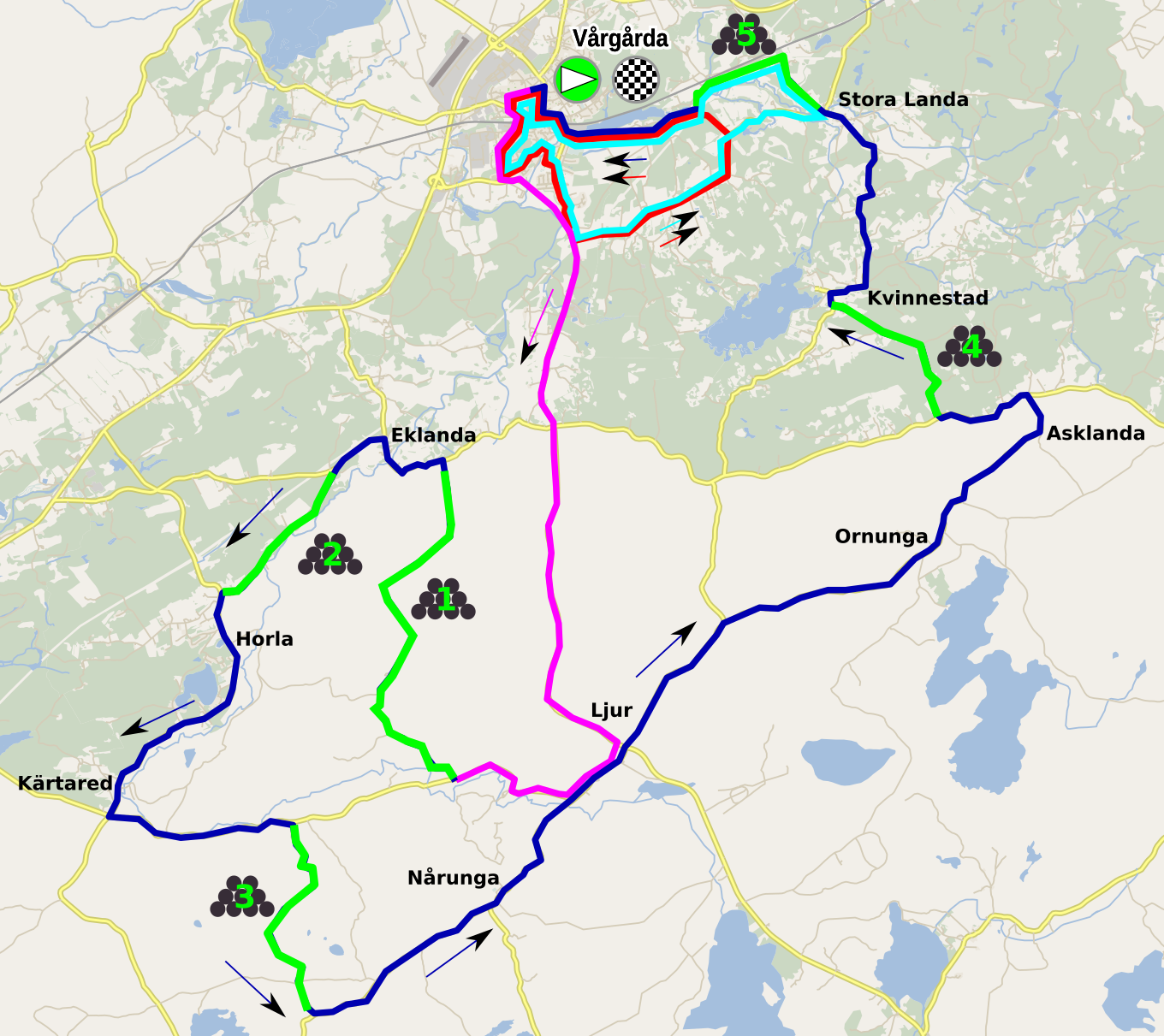

- - Circuit court, 11 km, parcouru 3 fois au total
  - Circuit long, 66,7 km, parcouru 1 fois
- - Circuit court, 11 km, parcouru 3 fois au total
  - Circuit moyen, 15,2 km, parcouru 3 fois au total
  - Début du circuit long
  - Fin du circuit long, 66,7 km, parcouru 1 fois

## Équipes
| Équipes féminines professionnelles (15)- Alé Cipollini - Boels Dolmans - BTC City Ljubljana - Canyon-SRAM Racing - CCC-Liv - FDJ-Nouvelle Aquitaine-Futuroscope - Mitchelton-Scott - Movistar Team - Parkhotel Valkenburg-Destil - Sunweb Women - Tibco-Silicon Valley Bank - Virtu Cycling Women - Valcar Cylance - Trek-Segafredo - WNT-Rotor Pro Cycling Équipes nationales (2)- Norvège - Suède |
| |

## Récit de la course
La météo est menaçante, mais il ne pleut pas durant la course. Au bout de trente-cinq kilomètres, le secteur gravier provoque la formation d'un groupe de quatorze coureuses dont : Anna van der Breggen, Amy Pieters, Lisa Klein, Coryn Rivera, Lucinda Brand, Juliette Labous, Demi Vollering, Romy Kasper, Ruth Winder et Marta Bastianelli. Leur avance atteint la minute à cent kilomètres de l'arrivée. Les équipes CCC-Liv et Trek-Segafredo mènent la poursuite. À soixante-deux kilomètres de l'arrivée, Marianne Vos et Elizabeth Deignan provoque le regroupement général dans la côte d'Hägrunga. À quarante-six kilomètres de la ligne, Roxane Knetemann, Eri Yonamine et Elena Pirrone sortent du peloton. Elles sont reprises à l'entame de l'avant dernier tour. À vingt kilomètres du but, Moniek Tenniglo tente sa chance seule. Elizabeth Deignan et Floortje Mackaij tentent de faire la jonction, mais le peloton ne laissent pas sortir. Tenniglo est reprise sur la fin. Lucinda Brand, Marianne Vos et Sarah Roy attaquent dans le final, mais sans succès. Un peloton réduit se joue donc la victoire. Marianne Vos passe le dernier virage en tête et mène le sprint jusque dans les derniers mètres où Marta Bastianelli, calée dans sa roue, la passe. Lorena Wiebes complète le podium.

## Classements

### Classement final
| \| Classement général \| Classement général \| Classement général \| Classement général \| Classement général \| \| Coureuse \| Coureuse \| Pays \| Équipe \| Temps \| \| ------------------ \| ------------------------- \| ------------------ \| ---------------------------------- \| ------------------ \| \| 1re \| Marta Bastianelli \| Italie \| Virtu Cycling Women \| 3 h 37 min 43 s \| \| 2e \| Marianne Vos \| Pays-Bas \| CCC-Liv \| + 0 s \| \| 3e \| Lorena Wiebes \| Pays-Bas \| Parkhotel Valkenburg \| + 0 s \| \| 4e \| Chloe Hosking \| Australie \| Alé Cipollini \| + 0 s \| \| 5e \| Amy Pieters \| Pays-Bas \| Boels Dolmans \| + 1 s \| \| 6e \| Marta Cavalli \| Italie \| Valcar Cylance \| + 2 s \| \| 7e \| Maria Giulia Confalonieri \| Italie \| Valcar Cylance \| + 3 s \| \| 8e \| Ruth Edwards \| États-Unis \| Trek-Segafredo \| + 3 s \| \| 9e \| Stine Borgli \| Norvège \| FDJ-Nouvelle Aquitaine-Futuroscope \| + 3 s \| \| 10e \| Leah Kirchmann \| Canada \| Sunweb \| + 3 s \| |                           |            |                                    |                 |
| |                           |            |                                    |                 |
| |                           |            |                                    |                 |
| Classement général |                           |            |                                    |                 |
| Coureuse | Coureuse                  | Pays       | Équipe                             | Temps           |
| 1re | Marta Bastianelli         | Italie     | Virtu Cycling Women                | 3 h 37 min 43 s |
| 2e | Marianne Vos              | Pays-Bas   | CCC-Liv                            | + 0 s           |
| 3e | Lorena Wiebes             | Pays-Bas   | Parkhotel Valkenburg               | + 0 s           |
| 4e | Chloe Hosking             | Australie  | Alé Cipollini                      | + 0 s           |
| 5e | Amy Pieters               | Pays-Bas   | Boels Dolmans                      | + 1 s           |
| 6e | Marta Cavalli             | Italie     | Valcar Cylance                     | + 2 s           |
| 7e | Maria Giulia Confalonieri | Italie     | Valcar Cylance                     | + 3 s           |
| 8e | Ruth Edwards              | États-Unis | Trek-Segafredo                     | + 3 s           |
| 9e | Stine Borgli              | Norvège    | FDJ-Nouvelle Aquitaine-Futuroscope | + 3 s           |
| 10e | Leah Kirchmann            | Canada     | Sunweb                             | + 3 s           |

### UCI World Tour

#### Points attribués
| Position           | 1er | 2e  | 3e  | 4e  | 5e | 6e | 7e | 8e | 9e | 10e | 11e | 12e | 13e | 14e | 15e | 16e à 30e | 31e à 40e |
| Classement général | 200 | 150 | 125 | 100 | 85 | 70 | 60 | 50 | 40 | 35  | 30  | 25  | 20  | 15  | 10  | 5         | 3         |

| Classement par points | Classement par points | Classement par points | Classement par points | Classement par points |
| Coureuse              | Coureuse              | Pays                  | Équipe                | Points                |
| --------------------- | --------------------- | --------------------- | --------------------- | --------------------- |
| 1re                   | Annemiek van Vleuten  | Pays-Bas              | Mitchelton-Scott      | 1367 pts              |
| 2e                    | Marianne Vos          | Pays-Bas              | CCC-Liv               | 1168 pts              |
| 3e                    | Katarzyna Niewiadoma  | Pologne               | Canyon-SRAM Racing    | 1106 pts              |
| 4e                    | Marta Bastianelli     | Italie                | Virtu Cycling Women   | 949 pts               |
| 5e                    | Lorena Wiebes         | Pays-Bas              | Parkhotel Valkenburg  | 918 pts               |
| 6e                    | Anna van der Breggen  | Pays-Bas              | Boels Dolmans         | 843 pts               |
| 7e                    | Cecilie Uttrup Ludwig | Danemark              | Bigla                 | 651 pts               |
| 8e                    | Amanda Spratt         | Australie             | Mitchelton-Scott      | 644 pts               |
| 9e                    | Soraya Paladin        | Italie                | Alé Cipollini         | 642 pts               |
| 10e                   | Elisa Longo Borghini  | Italie                | Trek-Segafredo        | 613 pts               |

| Classement par points | Classement par points | Classement par points | Classement par points | Classement par points |
| Coureuse              | Coureuse              | Pays                  | Équipe                | Points                |
| --------------------- | --------------------- | --------------------- | --------------------- | --------------------- |
| 1re                   | Annemiek van Vleuten  | Pays-Bas              | Mitchelton-Scott      | 1367 pts              |
| 2e                    | Marianne Vos          | Pays-Bas              | CCC-Liv               | 1168 pts              |
| 3e                    | Katarzyna Niewiadoma  | Pologne               | Canyon-SRAM Racing    | 1106 pts              |
| 4e                    | Marta Bastianelli     | Italie                | Virtu Cycling Women   | 949 pts               |
| 5e                    | Lorena Wiebes         | Pays-Bas              | Parkhotel Valkenburg  | 918 pts               |
| 6e                    | Anna van der Breggen  | Pays-Bas              | Boels Dolmans         | 843 pts               |
| 7e                    | Cecilie Uttrup Ludwig | Danemark              | Bigla                 | 651 pts               |
| 8e                    | Amanda Spratt         | Australie             | Mitchelton-Scott      | 644 pts               |
| 9e                    | Soraya Paladin        | Italie                | Alé Cipollini         | 642 pts               |
| 10e                   | Elisa Longo Borghini  | Italie                | Trek-Segafredo        | 613 pts               |

| Classement du meilleur jeune | Classement du meilleur jeune | Classement du meilleur jeune | Classement du meilleur jeune       | Classement du meilleur jeune |
| Coureuse                     | Coureuse                     | Pays                         | Équipe                             | Points                       |
| ---------------------------- | ---------------------------- | ---------------------------- | ---------------------------------- | ---------------------------- |
| 1re                          | Marta Cavalli                | Italie                       | Valcar Cylance                     | 32 pts                       |
| 2e                           | Lorena Wiebes                | Pays-Bas                     | Parkhotel Valkenburg               | 28 pts                       |
| 3e                           | Sofia Bertizzolo             | Italie                       | Virtu Cycling Women                | 22 pts                       |
| 4e                           | Évita Muzic                  | France                       | FDJ-Nouvelle Aquitaine-Futuroscope | 22 pts                       |
| 5e                           | Elisa Balsamo                | Italie                       | Valcar Cylance                     | 14 pts                       |
| 6e                           | Juliette Labous              | France                       | Sunweb                             | 12 pts                       |
| 7e                           | Paula Patiño                 | Colombie                     | Movistar Team                      | 10 pts                       |
| 8e                           | Liane Lippert                | Allemagne                    | Sunweb                             | 8 pts                        |
| 9e                           | Ella Harris                  | Nouvelle-Zélande             | Canyon-SRAM Racing                 | 6 pts                        |
| 10e                          | Letizia Paternoster          | Italie                       | Trek-Segafredo                     | 6 pts                        |

| Classement du meilleur jeune | Classement du meilleur jeune | Classement du meilleur jeune | Classement du meilleur jeune       | Classement du meilleur jeune |
| Coureuse                     | Coureuse                     | Pays                         | Équipe                             | Points                       |
| ---------------------------- | ---------------------------- | ---------------------------- | ---------------------------------- | ---------------------------- |
| 1re                          | Marta Cavalli                | Italie                       | Valcar Cylance                     | 32 pts                       |
| 2e                           | Lorena Wiebes                | Pays-Bas                     | Parkhotel Valkenburg               | 28 pts                       |
| 3e                           | Sofia Bertizzolo             | Italie                       | Virtu Cycling Women                | 22 pts                       |
| 4e                           | Évita Muzic                  | France                       | FDJ-Nouvelle Aquitaine-Futuroscope | 22 pts                       |
| 5e                           | Elisa Balsamo                | Italie                       | Valcar Cylance                     | 14 pts                       |
| 6e                           | Juliette Labous              | France                       | Sunweb                             | 12 pts                       |
| 7e                           | Paula Patiño                 | Colombie                     | Movistar Team                      | 10 pts                       |
| 8e                           | Liane Lippert                | Allemagne                    | Sunweb                             | 8 pts                        |
| 9e                           | Ella Harris                  | Nouvelle-Zélande             | Canyon-SRAM Racing                 | 6 pts                        |
| 10e                          | Letizia Paternoster          | Italie                       | Trek-Segafredo                     | 6 pts                        |

| Classement par équipes aux points | Classement par équipes aux points | Classement par équipes aux points | Classement par équipes aux points |
| Équipe                            | Équipe                            | Pays                              | Points                            |
| --------------------------------- | --------------------------------- | --------------------------------- | --------------------------------- |
| 1re                               | Boels Dolmans                     | Pays-Bas                          | 2954 pts                          |
| 2e                                | Mitchelton-Scott                  | Australie                         | 2308 pts                          |
| 3e                                | Trek-Segafredo                    | États-Unis                        | 2121 pts                          |
| 4e                                | CCC-Liv                           | Pays-Bas                          | 1910 pts                          |
| 5e                                | Canyon-SRAM Racing                | Allemagne                         | 1730 pts                          |
| 6e                                | Sunweb Women                      | Pays-Bas                          | 1612 pts                          |
| 7e                                | Parkhotel Valkenburg-Destil       | Pays-Bas                          | 1511 pts                          |
| 8e                                | Virtu Cycling Women               | Danemark                          | 1385 pts                          |
| 9e                                | WNT-Rotor Pro Cycling             | Allemagne                         | 1177 pts                          |
| 10e                               | Bigla                             | Danemark                          | 999 pts                           |

| Classement par équipes aux points | Classement par équipes aux points | Classement par équipes aux points | Classement par équipes aux points |
| Équipe                            | Équipe                            | Pays                              | Points                            |
| --------------------------------- | --------------------------------- | --------------------------------- | --------------------------------- |
| 1re                               | Boels Dolmans                     | Pays-Bas                          | 2954 pts                          |
| 2e                                | Mitchelton-Scott                  | Australie                         | 2308 pts                          |
| 3e                                | Trek-Segafredo                    | États-Unis                        | 2121 pts                          |
| 4e                                | CCC-Liv                           | Pays-Bas                          | 1910 pts                          |
| 5e                                | Canyon-SRAM Racing                | Allemagne                         | 1730 pts                          |
| 6e                                | Sunweb Women                      | Pays-Bas                          | 1612 pts                          |
| 7e                                | Parkhotel Valkenburg-Destil       | Pays-Bas                          | 1511 pts                          |
| 8e                                | Virtu Cycling Women               | Danemark                          | 1385 pts                          |
| 9e                                | WNT-Rotor Pro Cycling             | Allemagne                         | 1177 pts                          |
| 10e                               | Bigla                             | Danemark                          | 999 pts                           |

## Liste des participantes
| Légende | Légende                                                                    | Légende | Légende                                                    |
| ------- | -------------------------------------------------------------------------- | ------- | ---------------------------------------------------------- |
| Num     | Dossard de départ porté par le coureur sur cet Open de Suède Vårgårda      | Pos     | Position à l'arrivée de la course                          |
|         | Indique un maillot de champion national ou mondial, suivi de sa spécialité | NP      | Indique un coureur qui n'a pas pris le départ de la course |
| AB      | Indique un coureur qui n'a pas terminé la course                           | HD      | Indique un coureur qui a terminé la course hors des délais |

| CCC-Liv CCC | CCC-Liv CCC                    | CCC-Liv CCC |
| ----------- | ------------------------------ | ----------- |
| Num         | Coureuse                       | Pos         |
| 1           | Marianne Vos (NED)             | 2e          |
| 2           | Valerie Demey (BEL)            | 31e         |
| 3           | Jeanne Korevaar (NED)          | 47e         |
| 4           | Riejanne Markus (NED)          | 29e         |
| 5           | Agnieszka Skalniak-Sójka (POL) | 59e         |
| 6           | Marta Lach (POL)               | 60e         |

| Boels Dolmans DLT | Boels Dolmans DLT                  | Boels Dolmans DLT |
| ----------------- | ---------------------------------- | ----------------- |
| Num               | Coureuse                           | Pos               |
| 11                | Anna van der Breggen (NED) (route) | 41e               |
| 12                | Karol-Ann Canuel (CAN) (route)     | 37e               |
| 13                | Amy Pieters (NED) (route)          | 5e                |
| 14                | Christine Majerus (LUX) (route)    | 67e               |
| 15                | Amalie Dideriksen (DEN) (route)    | 28e               |
| 16                | Jip van den Bos (NED)              | 52e               |

| Mitchelton-Scott MTS | Mitchelton-Scott MTS   | Mitchelton-Scott MTS |
| -------------------- | ---------------------- | -------------------- |
| Num                  | Coureuse               | Pos                  |
| 21                   | Sarah Roy (AUS)        | 12e                  |
| 22                   | Gracie Elvin (AUS)     | AB                   |
| 23                   | Jessica Allen (AUS)    | 64e                  |
| 24                   | Grace Brown (AUS)      | 32e                  |
| 25                   | Moniek Tenniglo (NED)  | 44e                  |
| 26                   | Georgia Williams (NZL) | 33e                  |

| Trek-Segafredo TFS | Trek-Segafredo TFS         | Trek-Segafredo TFS |
| ------------------ | -------------------------- | ------------------ |
| Num                | Coureuse                   | Pos                |
| 31                 | Audrey Cordon-Ragot (FRA)  | 75e                |
| 32                 | Lizzie Deignan (GBR)       | 46e                |
| 33                 | Elisa Longo Borghini (ITA) | AB                 |
| 34                 | Ellen van Dijk (NED)       | 30e                |
| 35                 | Ruth Edwards (USA) (route) | 8e                 |
| 36                 | Trixi Worrack (GER)        | AB                 |

| Canyon-SRAM Racing CSR | Canyon-SRAM Racing CSR     | Canyon-SRAM Racing CSR |
| ---------------------- | -------------------------- | ---------------------- |
| Num                    | Coureuse                   | Pos                    |
| 41                     | Alena Amialiusik (BLR)     | 34e                    |
| 42                     | Alice Barnes (GBR) (route) | 69e                    |
| 43                     | Hannah Barnes (GBR)        | 16e                    |
| 44                     | Elena Cecchini (ITA)       | AB                     |
| 45                     | Lisa Klein (GER)           | 18e                    |

| Sunweb SUN | Sunweb SUN               | Sunweb SUN |
| ---------- | ------------------------ | ---------- |
| Num        | Coureuse                 | Pos        |
| 51         | Lucinda Brand (NED)      | 40e        |
| 52         | Leah Kirchmann (CAN)     | 10e        |
| 53         | Floortje Mackaij (NED)   | 13e        |
| 54         | Pernille Mathiesen (DEN) | AB         |
| 55         | Coryn Rivera (USA)       | 49e        |
| 56         | Juliette Labous (FRA)    | 24e        |

| Parkhotel Valkenburg PHV | Parkhotel Valkenburg PHV    | Parkhotel Valkenburg PHV |
| ------------------------ | --------------------------- | ------------------------ |
| Num                      | Coureuse                    | Pos                      |
| 61                       | Lorena Wiebes (NED) (route) | 3e                       |
| 62                       | Marit Raaijmakers (NED)     | 65e                      |
| 63                       | Roxane Knetemann (NED)      | 53e                      |
| 64                       | Femke Markus (NED)          | 50e                      |
| 65                       | Demi Vollering (NED)        | 25e                      |
| 66                       | Nina Buysman (NED)          | 45e                      |

| WNT-Rotor Pro Cycling WNT | WNT-Rotor Pro Cycling WNT    | WNT-Rotor Pro Cycling WNT |
| ------------------------- | ---------------------------- | ------------------------- |
| Num                       | Coureuse                     | Pos                       |
| 71                        | Lisa Brennauer (GER) (route) | 15e                       |
| 72                        | Sarah Rijkes (AUT)           | AB                        |
| 73                        | Franziska Brauße (GER)       | 68e                       |
| 74                        | Clara Koppenburg (GER)       | 36e                       |

| Virtu Cycling Women TVC | Virtu Cycling Women TVC         | Virtu Cycling Women TVC |
| ----------------------- | ------------------------------- | ----------------------- |
| Num                     | Coureuse                        | Pos                     |
| 81                      | Marta Bastianelli (ITA) (route) | 1re                     |
| 82                      | Anouska Koster (NED)            | 23e                     |
| 83                      | Katarzyna Pawłowska (POL)       | AB                      |
| 84                      | Mieke Kröger (GER)              | AB                      |
| 85                      | Sara Penton (SWE)               | 50e                     |
| 86                      | Barbara Guarischi (ITA)         | 38e                     |

| Alé Cipollini ALE | Alé Cipollini ALE          | Alé Cipollini ALE |
| ----------------- | -------------------------- | ----------------- |
| Num               | Coureuse                   | Pos               |
| 91                | Chloe Hosking (AUS)        | 4e                |
| 92                | Romy Kasper (GER)          | 26e               |
| 93                | Soraya Paladin (ITA)       | 39e               |
| 94                | Eri Yonamine (JPN) (route) | 56e               |
| 95                | Karlijn Swinkels (NED)     | 21e               |
| 96                | Diana Peñuela (COL)        | 54e               |

| Valcar Cylance VAL | Valcar Cylance VAL              | Valcar Cylance VAL |
| ------------------ | ------------------------------- | ------------------ |
| Num                | Coureuse                        | Pos                |
| 101                | Marta Cavalli (ITA)             | 6e                 |
| 102                | Vittoria Guazzini (ITA)         | 72e                |
| 103                | Maria Giulia Confalonieri (ITA) | 7e                 |
| 104                | Alessia Vigilia (ITA)           | 73e                |
| 105                | Elena Pirrone (ITA)             | 48e                |
| 106                | Chiara Consonni (ITA)           | 19e                |

| Movistar Team MOV | Movistar Team MOV              | Movistar Team MOV |
| ----------------- | ------------------------------ | ----------------- |
| Num               | Coureuse                       | Pos               |
| 111               | Aude Biannic (FRA)             | 22e               |
| 112               | Roxane Fournier (FRA)          | 11e               |
| 113               | Sheyla Gutiérrez (ESP)         | 55e               |
| 114               | Lourdes Oyarbide (ESP) (route) | AB                |
| 115               | Gloria Rodríguez (ESP)         | 76e               |
| 116               | Mavi García (ESP)              | 35e               |

| Tibco-Silicon Valley Bank TIB | Tibco-Silicon Valley Bank TIB | Tibco-Silicon Valley Bank TIB |
| ----------------------------- | ----------------------------- | ----------------------------- |
| Num                           | Coureuse                      | Pos                           |
| 121                           | Alison Jackson (CAN)          | 66e                           |
| 122                           | Sharlotte Lucas (NZL) (route) | 71e                           |
| 123                           | Shannon Malseed (AUS)         | 61e                           |
| 124                           | Leah Dixon (GBR)              | AB                            |

| FDJ-Nouvelle Aquitaine-Futuroscope FDJ | FDJ-Nouvelle Aquitaine-Futuroscope FDJ | FDJ-Nouvelle Aquitaine-Futuroscope FDJ |
| -------------------------------------- | -------------------------------------- | -------------------------------------- |
| Num                                    | Coureuse                               | Pos                                    |
| 131                                    | Charlotte Becker (GER)                 | AB                                     |
| 132                                    | Stine Borgli (NOR)                     | 9e                                     |
| 133                                    | Shara Marche (AUS)                     | 27e                                    |
| 134                                    | Maëlle Grossetête (FRA)                | 63e                                    |
| 135                                    | Lauren Kitchen (AUS)                   | AB                                     |
| 136                                    | Greta Richioud (FRA)                   | 70e                                    |

| BTC City Ljubljana BTC | BTC City Ljubljana BTC      | BTC City Ljubljana BTC |
| ---------------------- | --------------------------- | ---------------------- |
| Num                    | Coureuse                    | Pos                    |
| 141                    | Urša Pintar (SLO)           | 43e                    |
| 142                    | Eugenia Bujak (SLO) (route) | 14e                    |
| 143                    | Maaike Boogaard (NED)       | AB                     |
| 144                    | Anastasia Chursina (RUS)    | 20e                    |
| 145                    | Hayley Simmonds (GBR)       | AB                     |
| 146                    | Hanna Nilsson (SWE)         | AB                     |

| Suède SWE | Suède SWE           | Suède SWE |
| --------- | ------------------- | --------- |
| Num       | Coureuse            | Pos       |
| 151       | Sara Mustonen       | AB        |
| 152       | Sara Olsson         | 74e       |
| 153       | Clara Lundmark      | AB        |
| 154       | Lisa Nordén (route) | 42e       |
| 155       | Nathalie Eklund     | AB        |
| 156       | Zarah Leander       | 57e       |

| Norvège NOR | Norvège NOR                | Norvège NOR |
| ----------- | -------------------------- | ----------- |
| Num         | Coureuse                   | Pos         |
| 161         | Emelie Utvik               | AB          |
| 162         | Vita Heine                 | 17e         |
| 163         | Birgitte Ravndal           | 62e         |
| 164         | Vibeke Lystad              | 58e         |
| 165         | Thale Sofie Kielland Bjerk | AB          |
| 166         | Mie Bjørndal Ottestad      | AB          |

| CCC-Liv CCC | CCC-Liv CCC                    | CCC-Liv CCC |
| ----------- | ------------------------------ | ----------- |
| Num         | Coureuse                       | Pos         |
| 1           | Marianne Vos (NED)             | 2e          |
| 2           | Valerie Demey (BEL)            | 31e         |
| 3           | Jeanne Korevaar (NED)          | 47e         |
| 4           | Riejanne Markus (NED)          | 29e         |
| 5           | Agnieszka Skalniak-Sójka (POL) | 59e         |
| 6           | Marta Lach (POL)               | 60e         |

| Boels Dolmans DLT | Boels Dolmans DLT                  | Boels Dolmans DLT |
| ----------------- | ---------------------------------- | ----------------- |
| Num               | Coureuse                           | Pos               |
| 11                | Anna van der Breggen (NED) (route) | 41e               |
| 12                | Karol-Ann Canuel (CAN) (route)     | 37e               |
| 13                | Amy Pieters (NED) (route)          | 5e                |
| 14                | Christine Majerus (LUX) (route)    | 67e               |
| 15                | Amalie Dideriksen (DEN) (route)    | 28e               |
| 16                | Jip van den Bos (NED)              | 52e               |

| Mitchelton-Scott MTS | Mitchelton-Scott MTS   | Mitchelton-Scott MTS |
| -------------------- | ---------------------- | -------------------- |
| Num                  | Coureuse               | Pos                  |
| 21                   | Sarah Roy (AUS)        | 12e                  |
| 22                   | Gracie Elvin (AUS)     | AB                   |
| 23                   | Jessica Allen (AUS)    | 64e                  |
| 24                   | Grace Brown (AUS)      | 32e                  |
| 25                   | Moniek Tenniglo (NED)  | 44e                  |
| 26                   | Georgia Williams (NZL) | 33e                  |

| Trek-Segafredo TFS | Trek-Segafredo TFS         | Trek-Segafredo TFS |
| ------------------ | -------------------------- | ------------------ |
| Num                | Coureuse                   | Pos                |
| 31                 | Audrey Cordon-Ragot (FRA)  | 75e                |
| 32                 | Lizzie Deignan (GBR)       | 46e                |
| 33                 | Elisa Longo Borghini (ITA) | AB                 |
| 34                 | Ellen van Dijk (NED)       | 30e                |
| 35                 | Ruth Edwards (USA) (route) | 8e                 |
| 36                 | Trixi Worrack (GER)        | AB                 |

| Canyon-SRAM Racing CSR | Canyon-SRAM Racing CSR     | Canyon-SRAM Racing CSR |
| ---------------------- | -------------------------- | ---------------------- |
| Num                    | Coureuse                   | Pos                    |
| 41                     | Alena Amialiusik (BLR)     | 34e                    |
| 42                     | Alice Barnes (GBR) (route) | 69e                    |
| 43                     | Hannah Barnes (GBR)        | 16e                    |
| 44                     | Elena Cecchini (ITA)       | AB                     |
| 45                     | Lisa Klein (GER)           | 18e                    |

| Sunweb SUN | Sunweb SUN               | Sunweb SUN |
| ---------- | ------------------------ | ---------- |
| Num        | Coureuse                 | Pos        |
| 51         | Lucinda Brand (NED)      | 40e        |
| 52         | Leah Kirchmann (CAN)     | 10e        |
| 53         | Floortje Mackaij (NED)   | 13e        |
| 54         | Pernille Mathiesen (DEN) | AB         |
| 55         | Coryn Rivera (USA)       | 49e        |
| 56         | Juliette Labous (FRA)    | 24e        |

| Parkhotel Valkenburg PHV | Parkhotel Valkenburg PHV    | Parkhotel Valkenburg PHV |
| ------------------------ | --------------------------- | ------------------------ |
| Num                      | Coureuse                    | Pos                      |
| 61                       | Lorena Wiebes (NED) (route) | 3e                       |
| 62                       | Marit Raaijmakers (NED)     | 65e                      |
| 63                       | Roxane Knetemann (NED)      | 53e                      |
| 64                       | Femke Markus (NED)          | 50e                      |
| 65                       | Demi Vollering (NED)        | 25e                      |
| 66                       | Nina Buysman (NED)          | 45e                      |

| WNT-Rotor Pro Cycling WNT | WNT-Rotor Pro Cycling WNT    | WNT-Rotor Pro Cycling WNT |
| ------------------------- | ---------------------------- | ------------------------- |
| Num                       | Coureuse                     | Pos                       |
| 71                        | Lisa Brennauer (GER) (route) | 15e                       |
| 72                        | Sarah Rijkes (AUT)           | AB                        |
| 73                        | Franziska Brauße (GER)       | 68e                       |
| 74                        | Clara Koppenburg (GER)       | 36e                       |

| Virtu Cycling Women TVC | Virtu Cycling Women TVC         | Virtu Cycling Women TVC |
| ----------------------- | ------------------------------- | ----------------------- |
| Num                     | Coureuse                        | Pos                     |
| 81                      | Marta Bastianelli (ITA) (route) | 1re                     |
| 82                      | Anouska Koster (NED)            | 23e                     |
| 83                      | Katarzyna Pawłowska (POL)       | AB                      |
| 84                      | Mieke Kröger (GER)              | AB                      |
| 85                      | Sara Penton (SWE)               | 50e                     |
| 86                      | Barbara Guarischi (ITA)         | 38e                     |

| Alé Cipollini ALE | Alé Cipollini ALE          | Alé Cipollini ALE |
| ----------------- | -------------------------- | ----------------- |
| Num               | Coureuse                   | Pos               |
| 91                | Chloe Hosking (AUS)        | 4e                |
| 92                | Romy Kasper (GER)          | 26e               |
| 93                | Soraya Paladin (ITA)       | 39e               |
| 94                | Eri Yonamine (JPN) (route) | 56e               |
| 95                | Karlijn Swinkels (NED)     | 21e               |
| 96                | Diana Peñuela (COL)        | 54e               |

| Valcar Cylance VAL | Valcar Cylance VAL              | Valcar Cylance VAL |
| ------------------ | ------------------------------- | ------------------ |
| Num                | Coureuse                        | Pos                |
| 101                | Marta Cavalli (ITA)             | 6e                 |
| 102                | Vittoria Guazzini (ITA)         | 72e                |
| 103                | Maria Giulia Confalonieri (ITA) | 7e                 |
| 104                | Alessia Vigilia (ITA)           | 73e                |
| 105                | Elena Pirrone (ITA)             | 48e                |
| 106                | Chiara Consonni (ITA)           | 19e                |

| Movistar Team MOV | Movistar Team MOV              | Movistar Team MOV |
| ----------------- | ------------------------------ | ----------------- |
| Num               | Coureuse                       | Pos               |
| 111               | Aude Biannic (FRA)             | 22e               |
| 112               | Roxane Fournier (FRA)          | 11e               |
| 113               | Sheyla Gutiérrez (ESP)         | 55e               |
| 114               | Lourdes Oyarbide (ESP) (route) | AB                |
| 115               | Gloria Rodríguez (ESP)         | 76e               |
| 116               | Mavi García (ESP)              | 35e               |

| Tibco-Silicon Valley Bank TIB | Tibco-Silicon Valley Bank TIB | Tibco-Silicon Valley Bank TIB |
| ----------------------------- | ----------------------------- | ----------------------------- |
| Num                           | Coureuse                      | Pos                           |
| 121                           | Alison Jackson (CAN)          | 66e                           |
| 122                           | Sharlotte Lucas (NZL) (route) | 71e                           |
| 123                           | Shannon Malseed (AUS)         | 61e                           |
| 124                           | Leah Dixon (GBR)              | AB                            |

| FDJ-Nouvelle Aquitaine-Futuroscope FDJ | FDJ-Nouvelle Aquitaine-Futuroscope FDJ | FDJ-Nouvelle Aquitaine-Futuroscope FDJ |
| -------------------------------------- | -------------------------------------- | -------------------------------------- |
| Num                                    | Coureuse                               | Pos                                    |
| 131                                    | Charlotte Becker (GER)                 | AB                                     |
| 132                                    | Stine Borgli (NOR)                     | 9e                                     |
| 133                                    | Shara Marche (AUS)                     | 27e                                    |
| 134                                    | Maëlle Grossetête (FRA)                | 63e                                    |
| 135                                    | Lauren Kitchen (AUS)                   | AB                                     |
| 136                                    | Greta Richioud (FRA)                   | 70e                                    |

| BTC City Ljubljana BTC | BTC City Ljubljana BTC      | BTC City Ljubljana BTC |
| ---------------------- | --------------------------- | ---------------------- |
| Num                    | Coureuse                    | Pos                    |
| 141                    | Urša Pintar (SLO)           | 43e                    |
| 142                    | Eugenia Bujak (SLO) (route) | 14e                    |
| 143                    | Maaike Boogaard (NED)       | AB                     |
| 144                    | Anastasia Chursina (RUS)    | 20e                    |
| 145                    | Hayley Simmonds (GBR)       | AB                     |
| 146                    | Hanna Nilsson (SWE)         | AB                     |

| Suède SWE | Suède SWE           | Suède SWE |
| --------- | ------------------- | --------- |
| Num       | Coureuse            | Pos       |
| 151       | Sara Mustonen       | AB        |
| 152       | Sara Olsson         | 74e       |
| 153       | Clara Lundmark      | AB        |
| 154       | Lisa Nordén (route) | 42e       |
| 155       | Nathalie Eklund     | AB        |
| 156       | Zarah Leander       | 57e       |

| Norvège NOR | Norvège NOR                | Norvège NOR |
| ----------- | -------------------------- | ----------- |
| Num         | Coureuse                   | Pos         |
| 161         | Emelie Utvik               | AB          |
| 162         | Vita Heine                 | 17e         |
| 163         | Birgitte Ravndal           | 62e         |
| 164         | Vibeke Lystad              | 58e         |
| 165         | Thale Sofie Kielland Bjerk | AB          |
| 166         | Mie Bjørndal Ottestad      | AB          |

### Primes
L'épreuve attribue les primes suivantes :
| Position | 1er     | 2e    | 3e    | 4e    | 5e    | 6e    | 7e    | 8e    | 9e    | 10e   |
| Prix     | 1 265 € | 935 € | 625 € | 375 € | 320 € | 275 € | 250 € | 220 € | 185 € | 165 € |

Les places allant de onze à quinze donnent 130 € et celles de seize à vingt 100 €.